# Переплутані при народженні (телесеріал)
Переплутані (Switched at Birth) — американський телесеріал, прем'єра якого відбулася у США на каналі ABC Family 6 червня 2011 року. Серіал розповідає про двох дівчат-підлітків, які були переплутані при народженні у пологовому будинку і росли в дуже різних середовищах. Серіал був номінований на велику кількість премій.

## Сюжет
Під час шкільної лабораторної роботи Бей Кенніш виявляє, що її група крові не збігається з групою жодного з її батьків. Запідозривши недобре Бей вирішує провести ДНК-тест і виявляється, що Бей не є дочкою Кеннішей. Кенніші вирішують відшукати справжніх батьків Бей і свою справжню доньку. Пологовий будинок визнає, що була здійснена підміна, і тепер йому загрожує судовий позов. Дафна — справжня дочка Кеннішів — виявляється майже глухою. Щоб зблизитися зі своїми дочками, мати Дафни — Регіна Васкез разом з Дафною переїжджає в будинок Кеннішів. Питання виховання обох батьків призводять до сварки. Колишній хлопець Бей закохується в Дафну, але Бей проти їхніх стосунків. Дафна йде на поводу у Бей і розлучається з хлопцем. Бей розпитує Регіну про батька, але та уникає відповіді. Бей вирішує знайти його. У цій справі їй допомагає Еммет — глухий друг Дафни. Анжело Сорренто сам знаходить Бей. Він обіцяє Регіні допомогти з позовом до пологового будинку і пропонує їй почати все спочатку. У ході досудових розглядів з'ясовується, що Регіна давно знала про підміну. Бей починає зустрічатися з Емметом, але їх спілкування заходить у глухий кут через те, що Бей не знає жестову мову. Дафна розуміє, що любить Еммета. Еммет приймає рішення розлучитися з Бей, однак дуже скоро розуміє, що йому погано без неї. Еммет з рок-групою Тобі їде на концерт. Дафна каже Бей, що боротиметься за Еммета. Еммет потрапляє до в'язниці через подарунок, який зробив для Бей. Його мамі потрібно заплатити 5 тисяч доларів, тому вона змушує Еммета продати його мотоцикл. Еммет переїжджає до батька. Його батьки збираються судитися. Еммет зраджує Бей. Дафна починає зустрічатися з Уілкі — другом Тобі. Еммет розповідає про зраду Бей. Вони розлучаються. Пізніше Дафна дізнається, що її коханий Уілкі їде в школу-інтернат, і вони розлучаються з обопільної згоди. Протягом усього цього часу Кетрін пише книгу, присвячену ситуації, що склалася в її родині. Видавець пропонує жінці написати її спільно з Регіною. Він обумовлює це тим, що читачеві цікаво дізнатися історію другої матері. Регіна довго вагається, але все ж погоджується. Книга стає безумовним хітом продажів. Дафна намагається влаштуватися на роботу в ресторан, але кожен раз, коли потенційний роботодавець дізнається про глухоту дівчини, то тут же їй відмовляє. Дафна звертається за допомогою до Кетрін, та влаштовує дочку в ресторан. Дівчина відразу закохується в шеф -кухаря ресторану. Але той починає зустрічатися з мамою Еммета, про що останній дізнається абсолютно випадково і розповідає Бей, щоб запитати у тієї поради. Через деякий час Дафна починає зустрічатися з Джефом, але їх роману приходить кінець, коли про нього дізнаються батьки дівчини. Останнім про все дізнався Анжело, який відразу ж прямує з'ясовувати стосунки з чоловіком. У підсумку Джеф залишається з розбитим носом, а Дафна з розбитим серцем. У заключній серії першого сезону Кенніші виграють справу і отримують як компенсацію один символічний долар, а Анжело стає мільйонером. Серія закінчується тим, що до Бей і Дафни підходить вагітна дівчина і цікавиться Анжело Сорренто.

## У ролях
- Ванесса Марано — Бей Меделін Кенніш — біологічна дочка Анжело Сорренто і Регіни Васкес; законна дочка Джона і Кетрін Кенніш. Народилася 22 жовтня 1995, на декілька хвилин раніше Дафни. Бей — пристрасний художник, і часто малює на вулицях міста. Закохується в найкращого друга Дафни — Еммета, вчить жестову мову заради того, щоб бути з ним.

- Кеті Леклерк — Дафна Палома Васкез — біологічна дочка Джона і Кетрін Кенніш; законна дочка Регіни Васкес. Народилася 22 жовтня 1995 року. У віці трьох років, в результаті бактеріального менінгіту, втратила слух.

- Дональд Уоренн Мофетт — Джон Кенніш — батько Тобі і Бей, біологічний батько Дафни. Власник мережі автомийок Кеннішів.

- Ліа Томпсон — Кетрін Кенніш — мати Тобі і Бей, біологічна мати Дафни. Домогосподарка.

- Констанс Марі — Регіна Тереза Васкез — мати Дафни і біологічна мати Бей. Вона — колишній алкоголік, змінилася, щоб стати хорошою матір'ю для Дафни. Вона знала про те, що діти переплутані, але нікому не говорила, боячись, що у неї заберуть Дафну. З часом у неї виникають проблеми з рукою, через що вона тимчасово не може використовувати для спілкування жестову мову.

- Лукас Грейбіл — Тобі Кенніш — син Кетрін і Джона Кеннішей, старший брат Бей, біологічний брат Дафни. Грає на гітарі. Завзятий гравець в покер.

- Жіль Маріні — Анжело Сорренто — біологічний батько Бей. Пішов з сім'ї Васкез, дізнавшись, що Дафна не є його біологічної дочкою.

- Шон Берді — Еммет — давній найкращий друг Дафни; глухий; відмовляється використовувати голос, щоб говорити (проте він уголос освідчується Бей в коханні). Любить мотоцикли. Незважаючи на свою глухоту він хороший барабанщик.

- Ванесса Лі Честер — Ліззі

## Цікаві факти
- Актори Кеті Леклерк, Марлі Метлін і Шон Берді, що грають глухих героїв, насправді глухі або слабочуючі.
- Марлі Метлін є володаркою «Оскара», будучи першою і єдиною глухою актрисою, що заслужила цю нагороду.